# Monica Anghel
Monica Anghel (født d. 1. juni 1971) er en rumænsk sanger, som repræsenterede Rumænien ved Eurovision Song Contest 2002, sammen med Marcel Pavel, med sangen "Tell me why", som fik en 9. plads. Hun forsøgte også at repræsentere landet i 1996, men hendes sang kvalificerede sig ikke videre fra den kvalifikationsrunde som var blevet indført det år. Faktisk blev hendes sang placeret allersidst af de i alt 29 sange.